# Peter Pišťanek
Peter Pišťanek (28. dubna 1960 – 22. března 2015) byl slovenský spisovatel. Během osmdesátých let hrál na bicí v hudební skupině Devínska Nová Vec. Později pracoval v oblasti reklamy a nakonec se stal šéfredaktorem časopisu Tele-Video-Relax.
Svá první díla začal publikovat koncem osmdesátých let a první román nazvaný Rivers of Babylon vydal roku 1991. Později vydal řadu dalších románů i sbírek povídek, rovněž vycházely články z jeho publicistické činnosti. Roku 2015 spáchal sebevraždu.

## Dílo
- 1991 – Rivers of Babylon, román
- 1993 – Mladý Dônč, súbor noviel
- 1994 – Rivers of Babylon 2 alebo Drevená dedina, román
- 1995 – Skazky o Vladovi pre veľkých a malých, sbírka mikropovídek
- 1998 – Nové skazky o Vladovi pre malých i veľkých, sbírka mikropovídek
- 1999 – Sekerou a nožom, zbierka poviedok (spoluautor Dušan Taragel)
- 1999 – Rivers of Babylon 3 alebo Fredyho koniec, román
- 2002 – Posledné skazky o Vladovi, sbírka mikropovídek
- 2003 – Recepty z rodinného archívu, beletrizované kuchařské recepty
- 2003 – Traktoristi a buzeranti, výběr z publicistiky
- 2006 – Živý oheň z vína, faktografická kniha o koňaku
- 2014 – Neva, novela
- 2014 – Rukojemník – Lokomotívy v daždi, román
- 2024 – Pán Hronu – Z klenotnice slovenského obrodeného lyrizovaného sociálno - kritického realizmu, sbírka povídek (spoluautor Dušan Taragel)